# Clelia Duel Mosher

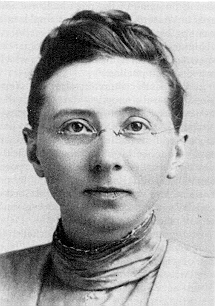
Clelia Duel Mosher

Clelia Duel Mosher (geboren 16. Dezember 1863 in Albany; gestorben 21. Dezember 1940 in Palo Alto) war eine US-amerikanische Ärztin und Sexualforscherin.

## Leben
Clelia Duel Mosher war Tochter des Arztes Cornelius Mosher und der Sarah Burritt Mosher. Sie besuchte ab 1889 das Wellesley College, danach die University of Wisconsin und die Stanford University und erhielt 1893 einen Bachelor in Zoologie und 1894 einen Master. Ab 1896 studierte Mosher an der Johns Hopkins School of Medicine, wo sie 1900 den M.D. erhielt.
In ihrer Masterarbeit schrieb sie über den physischen Unterschied von Männern und Frauen und die vermeintliche physische Unterlegenheit der Frauen zu den Männern. Sie versuchte danach, eine private ärztliche Praxis aufzubauen, was an der Diskriminierung scheiterte, und ging 1910 wieder an die Stanford-Universität. Sie forschte über den Menstruationszyklus und die Menstruationsbeschwerden. 1928, ein Jahr vor ihrer Pensionierung, erhielt sie eine volle Professur.
Nach dem amerikanischen Eintritt in den Ersten Weltkrieg 1917 meldete Mosher sich freiwillig beim Roten Kreuz und wurde in Frankreich eingesetzt. Sie veröffentlichte darüber 1921 einen Bericht im Medical woman’s journal.

## Sexualbefragung
1892 begann sie mit einer kleinen Befragung von Frauen ihrer eigenen Gesellschaftsschicht über deren sexuelle Gewohnheiten. Ihre Fragestellungen zur sexuellen Lust und zur Empfängnisverhütung mit den seinerzeitigen Empfängnisverhütungstechniken und -mitteln standen in Widerspruch zur „vorgeschriebenen“ viktorianischen Sexualmoral. Die zwischen 1892 und 1920 angelegten 45 Erhebungsbögen wurden allerdings von ihr nicht systematisch ausgewertet und auch nicht veröffentlicht, sondern erst 1973 vom Historiker Carl Neumann Degler im Universitätsarchiv entdeckt und postum im Jahr 1980 herausgegeben. Degler stellte in seiner ersten Auswertung 1974 im American Historical Review schon im Titel seines Aufsatzes den Unterschied von Schein und Sein heraus, die Aussagen der Frauen in den Interviews stehen im Kontrast zu dem, was unter viktorianischer Prüderie verstanden wird.

## Schriften (Auswahl)
- Functional periodicity in women and some of the modifying factors. In: American Physical Education Review. Bd. 16 (1911), H. 8, S. 493–507, doi:10.1080/23267224.1911.10651297.
- The physical training of women in relation to functional periodicity. In: Woman’s medical journal. April 1915, S. 3–5, 9, 11.
- Health and the woman movement. The Womans Press, New York 1918.
  - Woman’s Physical Freedom. The Womans Press, New York 1923.
  - Personal hygiene for women. Stanford University Press, Stanford 1927.
- Some of the causal factors in the increased height of college women: third note. In: Journal of the American Medical Association. Bd. 81, H. 7, 18. August 1923, S. 535–538, doi:10.1001/jama.1923.02650070019007.
- The Mosher survey: Sexual attitudes of 45 Victorian women. Hrsg. von James MaHood und Kristine Wenburg. Einführung von Carl Neumann Degler. Arno Press, New York 1980.